# Каникати
Каникати (итал. Canicattì) је насеље у Италији у округу Агриђенто, региону Сицилија.
Према процени из 2011. у насељу је живело 32918 становника. Насеље се налази на надморској висини од 458 м.

## Становништво
| 1931.  | 1936.  | 1951.  | 1961.  | 1971.  | 1981.  | 1991.  | 2001.  | 2011.  |
| ------ | ------ | ------ | ------ | ------ | ------ | ------ | ------ | ------ |
| 28.546 | 29.680 | 31.442 | 30.352 | 28.964 | 31.981 | 32.344 | 31.713 | 34.863 |